# Suet Lam
Lam Suet (林雪S, Lín XuěP; Tientsin, 8 luglio 1964) è un attore cinese che vive e lavora a Hong Kong.
Ha recitato in oltre 200 film, principalmente in ruoli secondari.                                                                                                                                                                                Due registi sono stati fondamentali nella sua carriera come attore: il primo è Stephen Chow, che gli ha fatto interpretare ruoli in film come in God of Cookery e Kung Fusion, mentre il secondo è Johnnie To, per cui ha recitato in oltre 20 dei suoi film.

## Filmografia parziale
- Riki-Oh: The Story of Ricky (Lik Wong), regia di Lam Ngai-kai (1991)
- God of Cookery (Shíshén), regia di Stephen Chow e Lee Lik-chi (1996)
- Shíwànhuǒjí, regia di Johnnie To (1997)
- The Longest Nite (Ànhuā), regia di Patrick Yau e Johnnie To (1998)
- A Hero Never Dies (Zhēnxīn yīngxióng), regia di Johnnie To (1998)
- Àn zhàn, regia di Johnnie To (1999)
- The Mission (Qiānghuǒ), regia di Johnnie To (1999)
- Zhōng Wúyàn, regia di Johnnie To e Wai Ka-Fai (2001)
- Shòushēn nánnǚ, regia di Johnnie To e Wai Ka-Fai (2001)
- Quánzhí shāshǒu, regia di Johnnie To e Wai Ka-Fai (2001)
- Àn zhàn 2, regia di Johnnie To e Law Wing-cheung (2001)
- Wǒ zuǒ yǎnjiàn dào guǐ, regia di Johnnie To e Wai Ka-Fai (2002)
- PTU, regia di Johnnie To (2003)
- Xiàng zuǒ zǒuxiàng yòu zǒu, regia di Johnnie To e Wai Ka-Fai (2003)
- One Nite in Mongkok (Wàngjiǎo hēiyè), regia di Derek Yee (2004)
- Breaking News (Dà shìjiàn), regia di Johnnie To (2004)
- Kung Fusion (Gōng Fū), regia di Stephen Chow (2004)
- Sān chàkǒu, regia di Benny Chan (2005)
- Zǎoshú, regia di Derek Yee (2005)
- Election (Hēishèhuì), regia di Johnnie To (2005)
- Guàiwù, regia di Cheang Pou-soi (2005)
- Election 2 (Hēishèhuì: Yǐ hé wéi guì), regia di Johnnie To (2006)
- Dog Bite Dog (Gǒuyǎogǒu), regia di Cheang Pou-soi (2006)
- Exiled (Fàng‧zhú), regia di Johnnie To (2006)
- Nán'ér běnsè, regia di Benny Chan (2007)
- Tiě sānjiǎo, regia di Tsui Hark, Ringo Lam e Johnnie To (2007)
- Mad Detective (Shéntàn), regia di Johnnie To e Wai Ka-Fai (2007)
- Yīgè hǎo bàba, regia di Sylvia Chang (2008)
- Wénquè, regia di Johnnie To (2008)
- La vendetta del dragone (Xīnsù shìjiàn), regia di Derek Yee (2009)
- Vendicami (Vengeance), regia di Johnnie To (2009)
- Ip Man - The Legend Is Born (Yè Wèn qiánzhuàn), regia di Herman Yau (2010)
- Qiāng wáng zhī wáng, regia di Derek Yee (2010)
- Don't Go Breaking My Heart (Dānshēn nánnǚ), regia di Johnnie To e Wai Ka-Fai (2011)
- Drug War (Dú zhàn), regia di Johnnie To (2012)
- Máng tàn, regia di Johnnie To (2013)
- Nà yè língchén, wǒ zuò shàngle Wàngjiǎo kāi wǎng Dà Bù de hóng VAN, regia di Fruit Chan (2014)
- Iceman (Bīng fēng: Chóng shēng zhī mén), regia di Law Wing-cheung (2014)
- Il monaco che scese dalla montagna (Dàoshi xiàshān), regia di Chen Kaige (2015)
- Iceman - I cancelli del tempo (Bīng fēng xiá: Shíkōng dàzhàn), regia di Raymond Yip (2018)